# Christof Wandratsch
Christof Wandratsch (Núremberg, 20 de diciembre de 1966) es un deportista alemán que compitió en natación, en la modalidad de aguas abiertas.
Ganó tres medallas en el Campeonato Europeo de Natación, en los años 1991 y 1995.

## Palmarés internacional
| Campeonato Europeo | Campeonato Europeo | Campeonato Europeo | Campeonato Europeo |
| Año                | Lugar              | Medalla            | Prueba             |
| ------------------ | ------------------ | ------------------ | ------------------ |
| 1991               | Terracina (Italia) | Medalla de oro     | 25 km              |
| 1995               | Viena (Austria)    | Medalla de oro     | 25 km              |
| 1995               | Viena (Austria)    | Medalla de plata   | 5 km               |